# Howden Ganley
James Howden Ganley, född 24 december 1941 i Hamilton, är en nyzeeländsk racerförare.

## Racingkarriär
Ganleys racingintresse började när han som 14-åring var i Ardmore och tittade på Nya Zeelands Grand Prix 1955. Han utbildade sig till mekaniker och flyttade sedan till England. Där hittade han snabbt arbete som gav honom den inkomst han behövde för kunna betala för att köra racing. Men inte förrän 1967 började han tävla på allvar efter att ha skrapat ihop pengar till en Brabham formel 3-bil. Säsongen 1971 gjorde han debut i formel 1 för BRM i Italien, där han slutade femma. Ganley kom sedan fyra i USA vilket han sedan upprepade i Tyskland 1972. 
Säsongen 1973 körde han för Williams och kom då som bäst sexa i Kanada. Säsongen 1974 körde han ett par lopp för March och Maki. Under träningen inför Tysklands Grand Prix 1974 på Nürburgring fick han fel på upphängningen och kraschade våldsamt vid Hatzenbach. Ganley ådrog sig svåra fotskador och eftersom Makin inte var tillförlitlig slutade han som racerförare. 
Han lämnade dock inte racingen utan ingick partnerskap med sin tidigare stallkamrat Tim Schenken och startade formelbiltillverkaren Tiga Race Cars, vilken han dock lämnade 1987. Ganley bor numera i USA.

## F1-karriär
| Säsong | Stall/Tillverkare            | Poäng | Placering |
| ------ | ---------------------------- | ----- | --------- |
| 1971   | BRM                          | 5     | 15        |
| 1972   | BRM                          | 4     | 13        |
| 1973   | Williams (Iso Marlboro-Ford) | 1     | 19        |
| 1974   | March-Ford Maki-Ford         | 0     | –         |